# College-Basketball
College-Basketball (oder englisch: College Basketball) wird an den meisten Universitäten und Colleges in den USA gespielt. Als Collegesport hat Basketball bei den Herren nach American Football, Baseball, Leichtathletik und Fußball und bei den Damen nach Leichtathletik, Softball, Fußball und Volleyball die meisten Sporttreibenden, dabei allerdings die mit Abstand meisten Teams und damit die größte Verbreitung: Lediglich 29 von 1119 Hochschulen (keine davon in Division I) boten 2016 keinen Herren-Basketball an und lediglich zwölf von 1119 Hochschulen keinen Damen-Basketball.
Die bekannteste College-Basketball-Liga ist die National Collegiate Athletic Association (NCAA). Auch wenn die NCAA lange einen Amateurstatus für die Sportler vorschrieb, war sie stets professionell organisiert und die nationale Meisterschaft des NCAA-Division-I-Basketball-Championship-Turniers neben weiteren Basketball-Turnieren verschafft der NCAA immerhin 95 % ihrer Einnahmen.
Da nur die besten Talente aus den High Schools rekrutiert werden, dient sie für diese als Sprungbrett zum professionellen Basketball. College-Basketball unterscheidet sich nur minimal von den Profiligen. So beträgt die Zeit, die man für einen Angriff in der NCAA hat, seit den 1980er Jahren 30 Sekunden im Vergleich zu den im professionellen Basketball üblichen 24 Sekunden. Auch war die Dreier- und Freiwurflinie näher am Korb und das Spielfeld unwesentlich kleiner. Auf diesem Spielfeld spielen heute nur noch die Damen, denn die Herren nahmen 2019/20 die FIBA-Dreierlinie an, während die Zone schmaler als in der NBA blieb (die wiederum schmaler als die FIBA-Zone ist). Die Spiele der Herren in der NCAA sind auch nicht, wie in Profiligen üblich, in Viertel unterteilt, sondern in zwei Halbzeiten zu je 20 Minuten. Die Damen spielen Viertel.

## Grundlegende Änderungen durch NIL-Regelung
Seit 2021 haben Spieler die Möglichkeit, von Dritten für die Vermarktung ihres Namens, ihres Images und ihres Abbildes profitieren (englisch: Name, Image, Likeness, kurz NIL) Geld zum Beispiel in Form von Werbeverträgen zu erhalten. Über sogenannte Kollektive wurde das über die NIL-Regelung ausgeschüttete Geld faktisch als Gehälter für NCAA-Sportler ausgezahlt. Einige Sportler erhielten auf diese Weise Millionensummen.
In einer Sammelklage, die ehemalige und gegenwärtige Sportler der ersten NCAA-Division gegen die NCAA sowie fünf Conferences (Pac-12 Conference, Big Ten Conference, Big 12 Conference, Southeastern Conference, Atlantic Coast Conference) einreichten, wurde das Regelwerk der NCAA angefochten, das die Vergütung von Hochschulsportlern einschränkte oder völlig untersagte. Es kam im Mai 2025 zu einem milliardenschweren Vergleich, der im Juni desselben Jahres von einer kalifornischen Richterin genehmigt wurde.
Damit wurde geregelt, dass Hochschulen ihre Sportler künftig direkt bezahlen dürfen. Das wurde als neue Ära im US-Hochschulsport und als Ende des Amateurstatus in einigen der wichtigsten NCAA-Sportarten eingestuft. Festgehalten wurde, dass die jährliche Obergrenze für die Vergütung von Sportlern zunächst 20,5 Millionen US-Dollar pro Universität beträgt und in den folgenden Jahren ansteigt. Des Weiteren wurde in dem Vergleich festgehalten, dass die NCAA in den folgenden zehn Jahren Entschädigungen von insgesamt fast 2,8 Milliarden US-Dollar an Sportler zahlen muss, die zwischen 2016 und 2025 Mannschaften von Hochschulen der ersten NCAA-Division angehörten.
Im Basketballsport sorgten die neuen Verdienstmöglichkeiten an NCAA-Universitäten dafür, dass sich in Hinblick auf die Saison 2025/26 zahlreiche junge Spieler aus europäischen Ländern US-Hochschulmannschaften anschlossen. Darunter befanden sich viele, die zu den aussichtsreichsten Talenten ihrer Jahrgänge in Europa zählen.
Viele NCAA-Universitäten waren fortan in der Lage, Gehälter zu bieten, die selbst die wirtschaftlichen Möglichkeiten von Euroleague-Mannschaften deutlich übertrafen. Die Änderungen im US-Hochschulbasketball und der nachfolgende Wechsel einer erheblichen Anzahl an Talenten in die USA wurden als großer Rückschlag für die Nachwuchsarbeit im europäischen Spitzenbasketball eingestuft.